# ダニエル太郎
ダニエル 太郎（ダニエル たろう、1993年1月27日 - ）は日本の男子プロテニス選手。アメリカ合衆国ニューヨーク出身。ATPツアーでシングルス1勝を挙げている。ランキング自己最高位はシングルス58位、ダブルス351位。身長191cm。右利き、バックハンド・ストロークは両手打ち。エイブル所属。
日本男子史上4人目のATPツアーシングルス優勝者。日本語、英語、スペイン語の3カ国を話す。

## 選手経歴

### ジュニア時代
父親の勧めで7歳からクレーコートでテニスを始める。父のポールはアメリカ人で大学レベルのテニス選手であった。母のヤスエは日本人でバスケットボールをしていた。1歳年下の可菜という名前の妹がひとりいる。小学生時代のほとんどをさいたまで過ごす。憧れていた選手はロジャー・フェデラーとアンディ・ロディックであった。14歳の時に名古屋市からスペインに家族と共に移住し、ダビド・フェレールが所属するバレンシアのアカデミーで練習をしていた。

### 2010年 プロ転向
U12全日本ジュニアトーナメントで3位を記録。同年プロに転向。年間最終ランキングは978位。

### 2012年 フューチャーズ初優勝
2012年6月、スペインF15「Santa Margarida de Montbui」でフューチャーズ初優勝をする。さらに同年7月、スペインF20「Gandia」でのフューチャーズでも優勝し、フューチャーズ2勝目を挙げる。年間最終ランキングは280位。

### 2013年 トップ250入り
2013年5月、スペインF14「Valldoreix」と同年10月、ポルトガルF9「Porto」でそれぞれ優勝し、フューチャーズ4勝目を挙げる。年間最終ランキングは241位。

### 2014年 デビス杯ベスト8
全豪オープンで4大大会の予選に初挑戦。予選2試合を勝ち上がり、予選決勝に進出したが、予選決勝でトマス・ベルッシに5-7, 2-6で敗れた。2月のチリ・オープンでは予選を勝ち上がり、ATPツアー大会に初めて出場を果たすと、1回戦では全豪予選で敗れたトマス・ベルッシを6-3, 6-3で、2回戦ではフェデリコ・デルボニスを1-6, 7-6(5), 7-6(7)で破り、ベスト8に進出。準々決勝ではニコラス・アルマグロに2-6, 5-7で敗れた。
4月のデビスカップワールドグループ準々決勝のデビスカップチェコ代表戦でデビスカップ日本代表入りを果たした。第2試合でルカシュ・ロソルと対戦し、4-6, 4-6, 6-3, 6-4, 6-2のフルセットで敗れ、日本代表も0-5で敗れた。

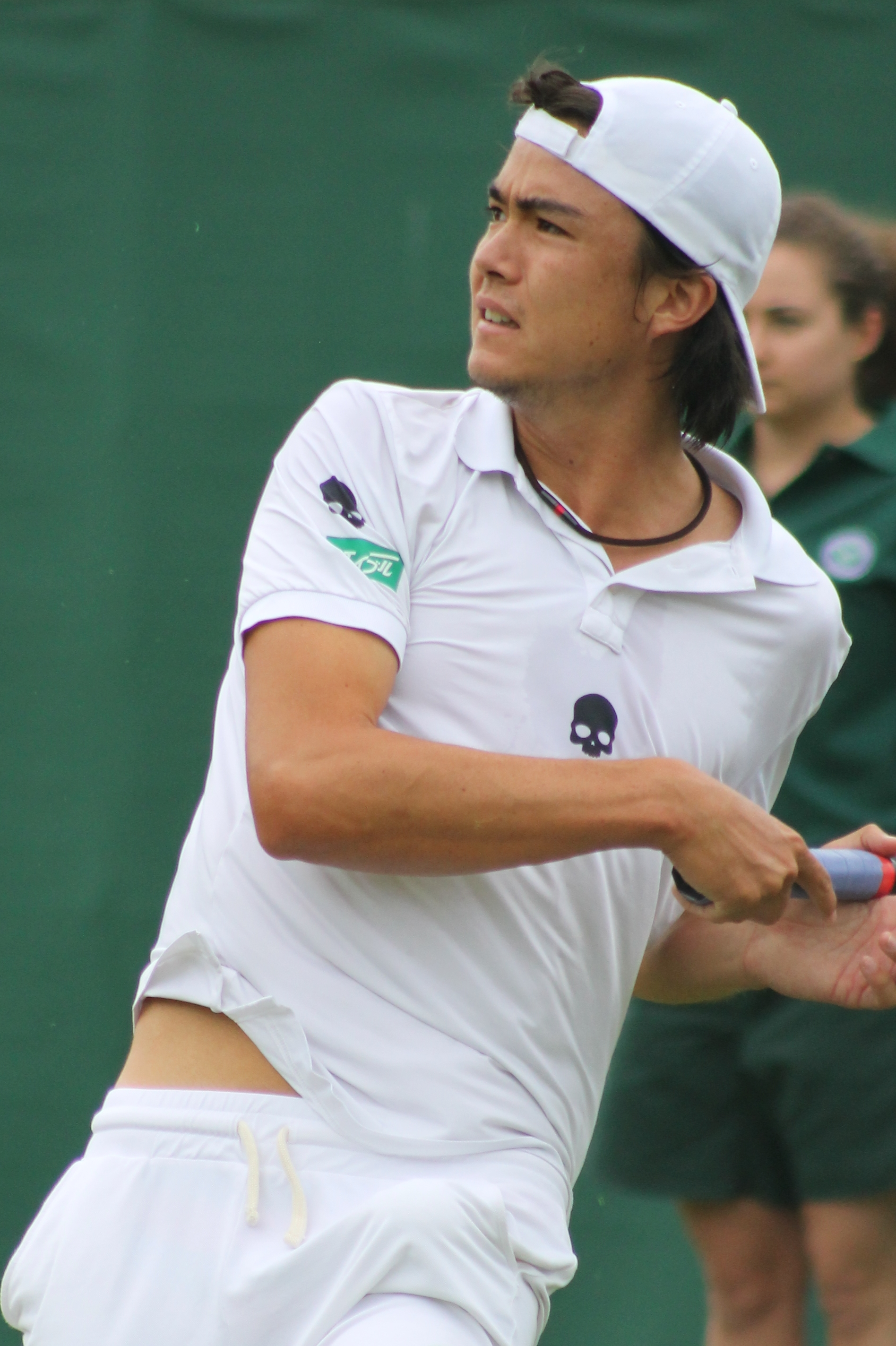
2014年ウィンブルドン選手権でのダニエル太郎

全仏オープンでは予選1回戦でマキシモ・ゴンサレスに敗退。ウィンブルドン選手権でも予選1回戦でライアン・ハリソンに敗退したが、全米オープンでは予選でアレックス・クズネツォフ、トニ・アンドロイッチ、ピーター・ポランスキーらに勝利し、初の四大大会本戦出場を果たした。本戦1回戦では第5シードのミロシュ・ラオニッチと対戦し、3-6, 2-6, 6-7(1)のストレートで初戦敗退。年間最終ランキングは177位。

### 2015年 トップ100入り
4月、ヴェルチェッリ・チャレンジャー決勝にてフィリッポ・ボランドリに6-3, 1-6, 6-4で勝利しATPチャレンジャーツアー初優勝。5月、全仏オープン予選を突破し、同大会自身初・グランドスラム2度目の本戦出場を果たした。第32シードのフェルナンド・ベルダスコと対戦し、3-6, 4-6, 2-6で敗れた。
9月、デビスカップワールドグループ・プレーオフのコロンビア戦では日本代表の2番手として出場。初戦のサンティアゴ・ヒラルド戦ではフルセットに持ち込むも4-6, 3-6, 6-3, 6-1, 4-6で敗れた。その後2勝2敗で迎えた第5戦ではアレハンドロ・ファジャに7-6(3), 6-3, 6-2で勝利し、日本のワールドグループ残留を決めた。10月、バレンシア・オープンに参加して今季4度目の予選突破。本戦の1回戦ではミハル・プシシェズニと対戦、4-6, 7-6, 6-3で勝利し今シーズン初のATPワールドツアーでの本戦勝利を飾る。
11月、日本のチャレンジャー大会に出場し2大会連続の決勝進出。兵庫ノアチャレンジャー大会では、ジョン・ミルマンに1-6, 3-6で敗れ準優勝に終わるも、翌週の慶應チャレンジャー国際テニストーナメントでは、決勝で添田豪を4-6, 6-3, 6-3で破りチャレンジャーツアー3勝目を挙げる。翌週のランキングでは自己最高位となる93位を記録し、キャリア初のATPランキングトップ100入りを果たした。年間最終ランキングは96位。

### 2016年 オリンピック3回戦進出
年初のチェンナイ・オープンでは1回戦で第5シードのギジェルモ・ガルシア＝ロペスから第1セットを取るも6-4, 5-7, 2-6で逆転負けした。全豪オープンでは初めて本戦出場。1回戦でルカシュ・ロソルに6-7(2), 5-7, 7-5, 7-6(5), 1-6のフルセットで敗れた。2月、南フランス・オープンでデニス・イストミンを破り、今季初勝利を飾る。その後リオ・オープンとブラジル・オープンでは初戦敗退を喫する。
3月のデビスカップ1回戦イギリス戦では第1試合で世界ランク2位のアンディ・マリーと対戦し1-6, 3-6, 1-6敗れた。その後のチャレンジャー2大会は初戦で敗れた。
4月、モンテカルロ・マスターズで、予選を通過し、マスターズ1000本戦初出場を果たすと、1回戦でアドリアン・マナリノを6-3, 6-4で破り、マスターズ初勝利を挙げた。2回戦では第12シードのドミニク・ティームと対戦し、第1セットを獲るも、6-4, 2-6, 0-6で敗れた。大会後の世界ランキングで自己最高の85位となった。
5月、全仏オープンでは1回戦でマルティン・クリザンに3-6, 4-6, 7-5, 6-4, 3-0とし、第4ゲーム途中でクリザンが棄権し、グランドスラム初勝利を挙げた。2回戦では前回優勝のスタン・ワウリンカと対戦し、7-6(7), 6-3, 6-4で敗れるも、ブレークポイントを13本セーブするなど、喰らいついた。ウィンブルドン選手権では1回戦でフアン・モナコに敗れた。
8月、リオ五輪出場の基準となる6月6日のランキングは108位で、上位56人には入れなかったが、その後辞退者が相次いだ為ITF推薦枠でリオオリンピックに出場を果たし、1回戦で第14シードのジャック・ソックに6-4, 6-4、2回戦でもカイル・エドマンドに6-4, 7-5で勝利。3回戦でフアン・マルティン・デル・ポトロに7-6(4), 1-6, 2-6で敗れた。
デビスカップワールドグループ・プレーオフのウクライナ戦では第1試合でセルジー・スタホフスキーに7-6(4), 7-6(1), 6-1、第4試合も勝利を挙げ、日本は5-0で勝利し、ワールドグループ残留となった。年間最終ランキングは127位。

### 2017年 チャレンジャー5勝目
全豪オープンでは予選敗退。1月末のスポーツマスター・テニス選手権では決勝で鄭現に敗れ、準優勝。しかし3月のコパ・シティ・ティグレではレオナルド・マイエルに5-7, 6-3, 6-4で勝利し、チャレンジャー5勝目を挙げた。
全仏オープンでは予選通過し、1回戦でイェジ・ヤノヴィッツを6-4, 6-4, 6-4のストレートで下し初戦突破するも、2回戦では第20シードのパブロ・カレーニョ・ブスタに5-7, 4-6, 6-4, 0-6で敗れた。6月中旬のリスボン・チャレンジャーでは決勝でオスカー・オッテに6-4, 1-6, 3-6で敗れて、準優勝。ウィンブルドン選手権ではミハイル・ククシュキンに初戦敗退。

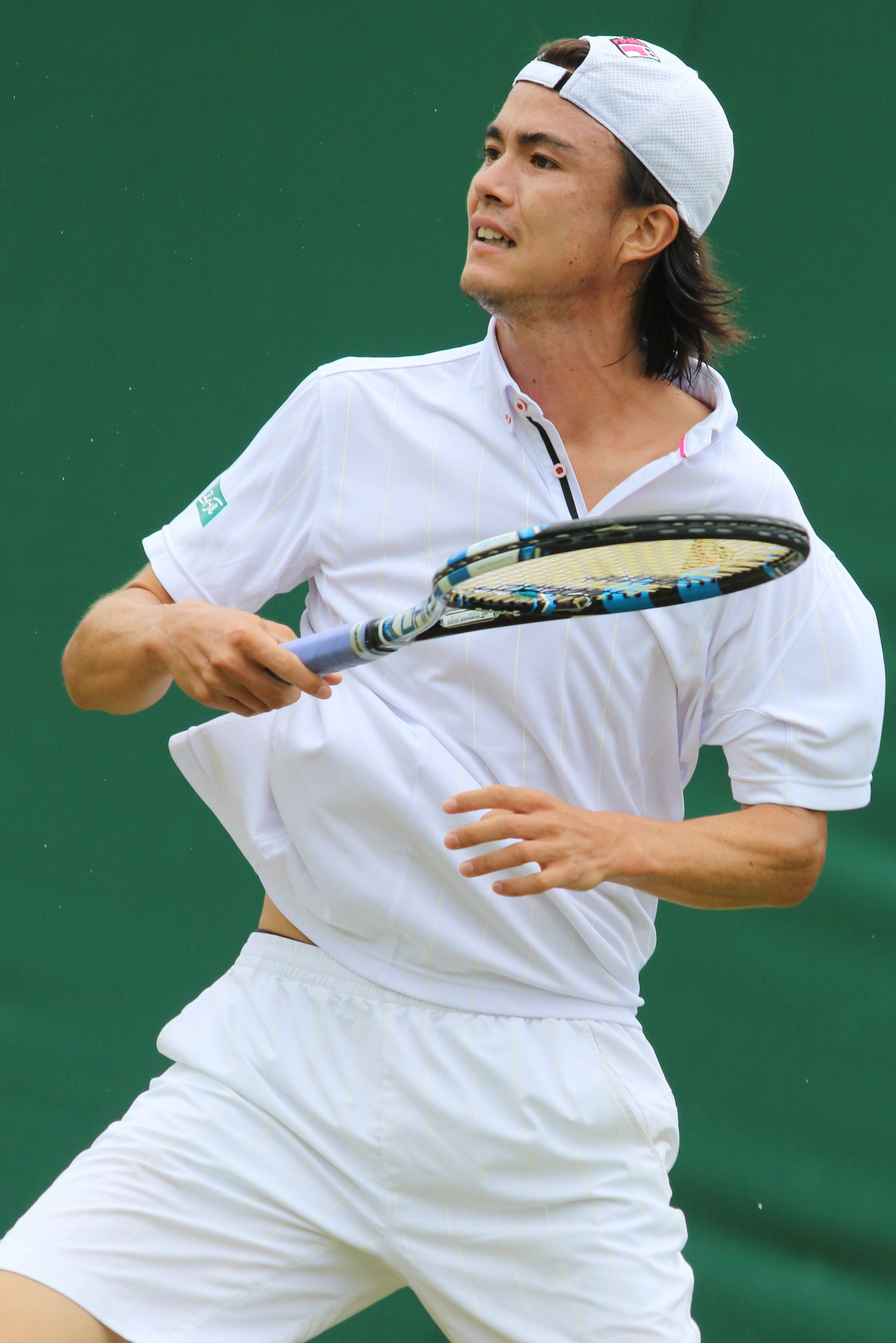
2017年ウィンブルドン選手権でのダニエル太郎

全米オープンでは1回戦でトミー・ポールに6-1, 4-6, 4-6, 6-2, 6-2の逆転勝ちで、全米オープン初勝利を挙げる。2回戦では第1シードのラファエル・ナダルに敗れるも第1セットを奪う健闘を見せた。
9月には拠点をこれまでのスペイン・バレンシアから日本へと移した。10月末の寧波チャレンジャーでは決勝でミハイル・ユージニーに1-6, 1-6のストレートで敗れ、準優勝。11月上旬のAPISチャレンジャーでも決勝でマシュー・エブデンに敗れ、今季チャレンジャー3度目の準優勝を飾った。年間最終ランキングは99位。

### 2018年 ツアー初優勝 トップ65入り
全豪オープンではジュリアン・ベネトーに初戦敗退。BNPパリバ・オープンでは予選と本戦1回戦を突破し、2回戦に進出。第10シードで元世界ランキング1位のノバク・ジョコビッチを7-6(3), 4-6, 6-1で破る金星を挙げ、グランドスラムに次ぐグレードのATPマスターズ1000で初の3回戦進出を果たした。
5月のイスタンブール・オープンでは1回戦でマッテオ・ベレッティーニを7-5, 6-3、2回戦で第4シードのアルヤズ・ベデネを6-2, 6-2、準々決勝でロヘリオ・ドゥトラ・シルバを1-6, 6-1, 6-4、準決勝でジェレミー・シャルディーを6-3, 4-6, 6-4で勝利し、ATPツアーで初の決勝進出を果たす。決勝で同じくツアー初優勝が懸かったマレク・ジャジリに7-6(4), 6-4のストレートで勝利し、ツアー初優勝を果たした。
全仏オープンでは予選2回戦敗退。6月のポズナン・チャレンジャーでは決勝でホベルト・ホルカシュに1-6, 1-6のストレートで敗れ、準優勝。ウィンブルドン選手権では第19シードのファビオ・フォニーニに6-3, 3-6, 3-6, 3-6で初戦敗退。
スイス・オープンとオーストリア・オープンではベスト8入り。ウィンストン・セーラム・オープンではベスト4入り。準決勝でダニール・メドベージェフに1-6, 1-6のストレートで敗れたが、大会後には自己最高世界ランキング64位を更新する。全米オープンではアレックス・デミノーに0-6, 1-6, 2-6のストレートで初戦敗退。年間最終ランキングは77位。

### 2019年 トップ100圏外
全豪オープンでのタナシ・コキナキス戦では5-7, 4-2時点で途中棄権により、初戦突破すると、2回戦では第25シードのデニス・シャポバロフにストレートで敗れた。BNPパリバ・オープンではドゥシャン・ラヨビッチに、マイアミ・オープンではアンドレイ・ルブレフにそれぞれ初戦敗退。クレーシーズンになり、モンテカルロ・マスターズでは予選突破するも、フィリップ・コールシュライバーに1-6, 3-6のストレートで初戦敗退。全仏オープンでは1回戦で第14シードのガエル・モンフィスに0-6, 4-6, 1-6のストレートで完敗。全米オープンでは予選敗退。ジャパン・オープンでは1回戦でボルナ・コリッチ、2回戦でジョーダン・トンプソンを下し、ベスト8入りするも、準々決勝ではジョン・ミルマンに4-6, 0-6のストレートで敗退。年間最終ランキングは111位。

### 2020年 チャレンジャー7勝目
全豪オープンでは予選敗退。ATPチャレンジャーツアーでは2月上旬のバーニー国際オープン決勝でヤニック・ハンフマンを6-2, 6-2のストレートで破り、チャレンジャー6勝目。ウエスタン・アンド・サザン・オープンではジル・シモンに予選敗退。全米オープンでは1回戦でグレゴワール・バレールに3-6, 4-6, 6-3, 1-6で初戦敗退。全仏オープンでは予選2回戦敗退。11月上旬のハンブルク・チャレンジャーではゼバスティアン・オフナーを6-1, 6-2で下してチャレンジャー7勝目を挙げた。年間最終ランキングは117位。

### 2021年 東京オリンピック出場
全豪オープンでは予選決勝でエリアス・イマーに1-6, 2-6のストレートで敗退。
セルビア・オープンではATPツアー・500シリーズ初のベスト4入り。準決勝でマッテオ・ベレッティーニに敗れた。全仏オープンでは予選突破するも、第9シードのベレッティーニと再戦、0-6, 4-6, 6-4, 4-6で初戦敗退。
2020年東京オリンピックでは相次ぐ上位選手の欠場によりオリンピック2度目の出場をする。男子シングルス1回戦では第13シードのロレンツォ・ソネゴを相手にマッチポイントまで迫るも、逆転負け(6-4, 6-7(6), 6-7(3)。男子ダブルスでは西岡良仁と組み、クロアチアのマリン・チリッチ/イワン・ドディグ組に敗れた。
全米オープンではファクンド・バグニスに3-6, 3-6, 3-6のストレートで初戦敗退。BNPパリバ・オープンでは1回戦でフィリップ・コールシュライバーに2-6, 4-6のストレートで破るも、2回戦ではライリー・オペルカに5-7, 3-6のストレートで敗れた。年間最終ランキングは126位。

### 2022年 グランドスラム3回戦進出
アデレード国際では予選1回戦でエドワード・ウィンターに、決勝では予選第1シードのオスカー・オッテに勝利して本戦出場。本戦では1回戦でロレンツォ・ムゼッティにフルセットで勝利(6-4,6-7(5),6-3)。2回戦では第6シードのトミー・ポールにフルセットで惜敗(4-6,7-6(1),4-6)。全豪オープンの予選では1回戦でアンデラ・アルナボルディに、2回戦でジャン・マルコ・モローニに勝利し、3回戦ではサルバトーレ・カルーソに勝利して、本戦出場。この予選では結果的にイタリア人選手に3連勝となった。本戦1回戦では同じく予選勝者のトマス・バリオスに勝利。2回戦では元世界1位のアンディ・マリーを6-4, 6-4, 6-4のストレートで破り、2018年のノバク・ジョコビッチに続くBIG4の2人目を倒す金星を上げた。同時にグランドスラム初の3回戦進出となった。3回戦では同10位のヤニック・シナーと対戦。それまで全てストレート勝ちだったシナーから1セット奪うも、4-6, 6-1, 3-6, 1-6で敗れた。BNPパリバ・オープンでは予選3試合を突破するも、マリーに6-1, 2-6, 4-6で初戦敗退。マイアミ・オープンではハウメ・ムナルに3-6, 4-6のストレートで下し、2回戦ではファビオ・フォニーニに敗退。

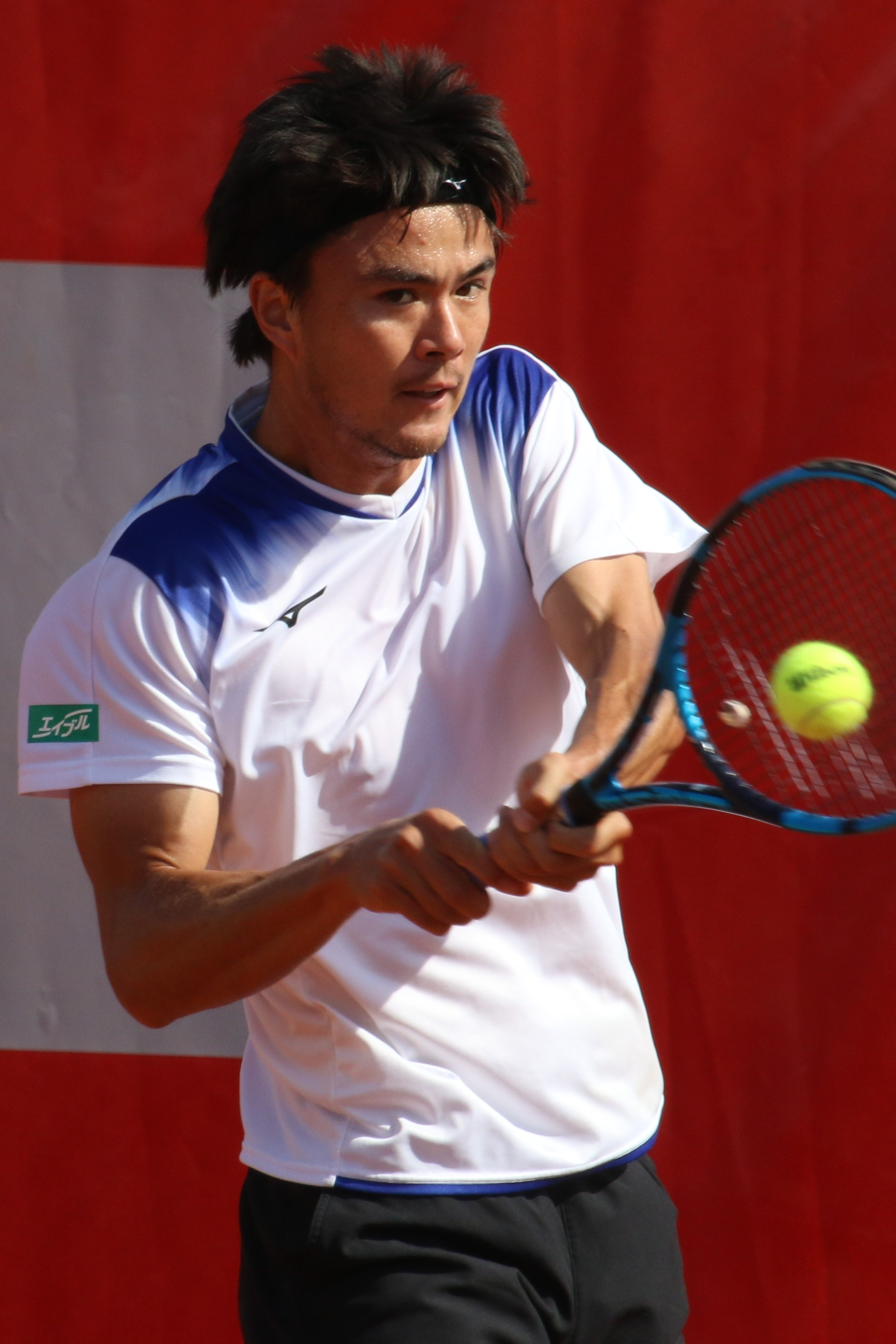
2022年ボルドー・チャレンジャーでのダニエル太郎

全仏オープンでは1回戦でグレゴワール・バレールに6-3, 2-6, 6-0, 3-6, 4-6のフルセットで初戦敗退。ウィンブルドン選手権では第31シードのセバスティアン・バエスに4-6, 4-6, 5-7で初戦敗退。
全米オープンではリシャール・ガスケに初戦敗退。韓国オープンでは2回戦で西岡良仁に2-6, 4-6のストレートで敗れた。年間最終ランキングは93位。

### 2023年 チャレンジャー8勝目
1月、全豪オープンでは1回戦でエルネスト・エスコベドに7-5, 6-2, 3-6, 6-3で破るも、2回戦で第20シードのデニス・シャポバロフに3-6, 6-7(3), 5-7のストレートで敗退。
2月、デルレイビーチ・オープンではマッケンジー・マクドナルドに2-6, 2-6のストレートで初戦敗退。
3月、メキシコ・オープンでは予選突破し、2回戦では世界ランキング4位かつ第2シードのキャスパー・ルードを7-5, 2-6, 7-6(5)で下し、ベスト8入り。この勝利が対トップ10選手からの初勝利であった。
準々決勝ではアレックス・デミノーに2-6, 2-6のストレートで敗れた。BNPパリバ・オープンでは2回戦で第20シードのマッテオ・ベレッティーニに7-6(5), 0-6, 6-3で勝利し、同大会2度目の3回戦進出。3回戦では第10シードのキャメロン・ノリーに7-6(5), 5-7, 2-6の逆転で敗れて、初の4回戦進出とはならなかった。マイアミ・オープン1回戦のアーサー・リンダークネッシュ戦では4-1の時点で相手の途中棄権で2年連続初戦突破。2回戦では第13シードのアレクサンダー・ズベレフに6-0, 6-4で勝利し、マスターズ2大会連続3回戦進出をする。3回戦ではエーミル・ルースヴオリに3-6, 6-7(3)のストレートで敗退。
4月、モンテカルロ・マスターズ予選2回戦ではイリヤ・イヴァシュカに敗退。マドリード・オープンでは予選1回戦敗退。スルプスカ・オープンでは1回戦ではアレックス・モルチャンに6-3, 5-7, 1-6で初戦敗退。
5月、カリアリ・チャレンジャーではベスト8進出。準々決勝ではウゴ・アンベールに7-6(11), 6-7(7), 4-6の4時間超えのフルセットで敗退。BNLイタリア国際では予選敗退。トリノ・チャレンジャーでは1回戦でハイス・ブラウワーを6-4, 6-4のストレートで下すも、2回戦でチアゴ・ザイボチ・ヴィウチに敗れた。全仏オープンでは1回戦でクリストファー・オコネルを6-0, 6-2, 6-4のストレートで下して、2017年以来6年ぶりの初戦突破。2回戦では第1シードのカルロス・アルカラス相手に1セットを奪うも、1-6, 6-3, 1-6, 2-6で敗退。
6月、クイーンズ・クラブ選手権では予選1回戦で第1シードのトミー・ポールに3-6, 4-6のストレートで予選敗退。

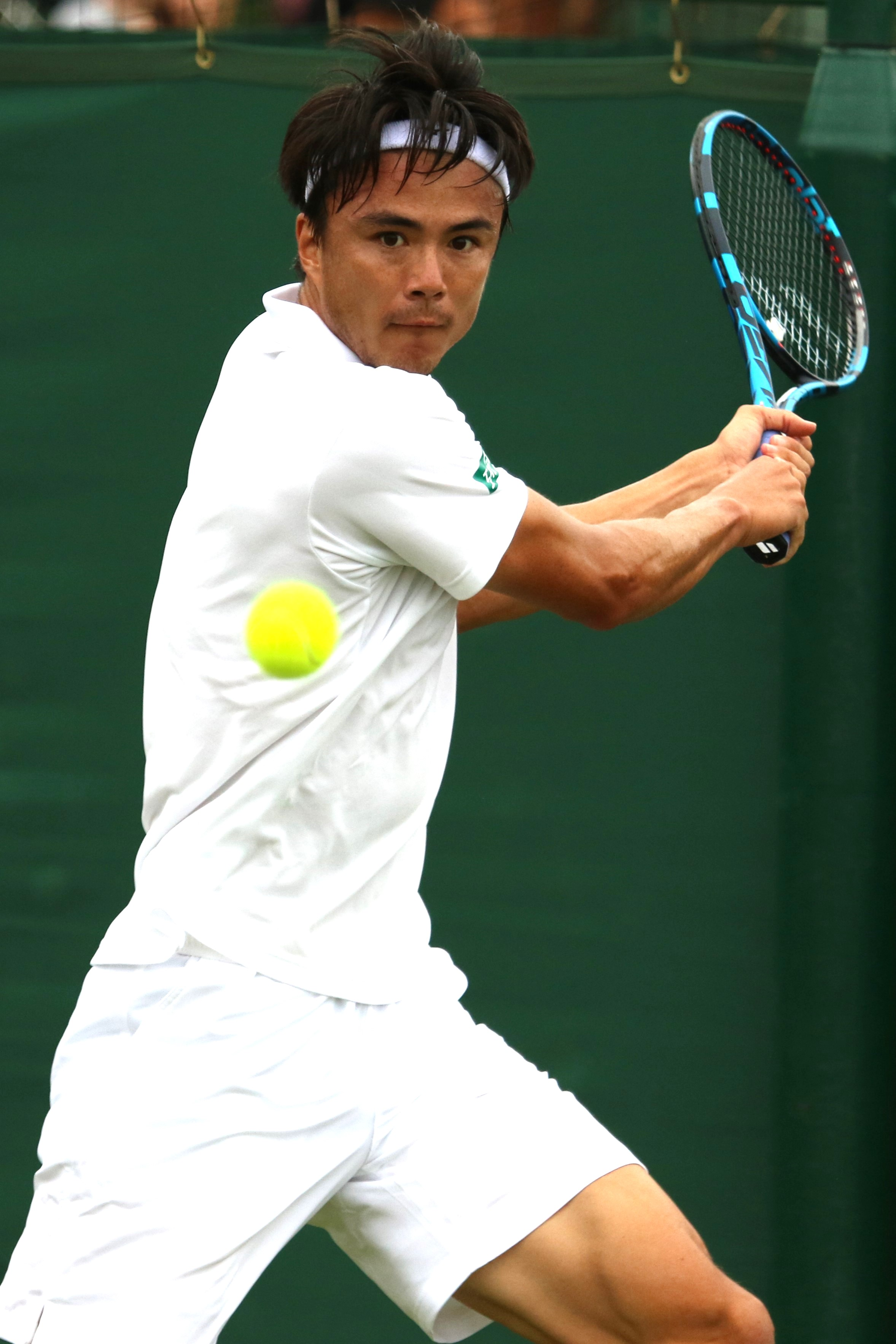
2023年ウィンブルドン選手権でのダニエル太郎

7月、ウィンブルドン選手権では予選3回戦で敗退するも、ラッキールーザーとして出場。1回戦では第32シードのベン・シェルトンに4-6, 3-6, 6-3, 6-4, 3-6のフルセットの末に初戦敗退。スイス・オープン・グシュタードではペドロ・カチーンに4-6, 1-6のストレートで初戦敗退。クロアチア・オープンでは2回戦でロベルト・カルバレス・バエナに3-6, 1-6のストレートで敗退。
8月、ムバダラ・シティDCオープンでは1回戦でタナシ・コキナキスに6-2, 4-6, 4-6のフルセットで初戦敗退。ナショナル・バンク・オープンでは予選2試合を突破し、大会初の本戦出場。1回戦ではアドリアン・マナリノを7-6(5), 6-4のストレートで下して、大会初の初戦突破。2回戦では元世界ランキング3位のミロシュ・ラオニッチに4-6, 3-6のストレートで屈したが、大会後には世界ランキング100位圏内に復帰。全米オープンでは予選3試合を制して本戦出場。1回戦では元世界ランキング6位のガエル・モンフィスに6-4, 4-6, 2-6, 6-7(4)で初戦敗退。
9月、成都オープンでは1回戦でアレクサンダル・ブキッチを4-6, 6-4, 6-2で下して、2回戦ではクリストファー・オコネルに6-7(10), 4-6のストレートで敗れた。アスタナ・オープン予選2回戦では島袋将に敗退。
10月、4年ぶりとなった上海マスターズでは初の本戦出場となり、本戦1回戦ではデイン・スウィーニーに2-6, 3-6のストレートで初戦敗退。ジャパン・オープンでは予選2回戦を突破するも、今大会を優勝するベン・シェルトンに6-3, 4-6, 6-7(2)で初戦敗退。
11月、シドニー・プロツアーでは決勝進出。決勝でマルク・ポルマンズを6-2, 6-4のストレートで下して、ATPチャレンジャーツアーで3年ぶり、8度目の優勝となった。
続く松山市・チャレンジャーでも決勝進出。ルカ・ナルディに6-3, 4-6, 2-6で敗れ、準優勝。年間最終ランキングは75位。

### 2024年 チャレンジャー9勝目
1月、香港オープンでは予選第1シードとして予選を突破するも、1回戦ではミオミル・キツマノビッチに3-6, 2-6のストレートで初戦敗退。ハイネケン・オープンでは3度目の対戦となる第1シードのベン・シェルトンを7-5, 7-6(9)のストレートで下し、5年8ヶ月ぶりのツアー決勝進出。決勝ではアレハンドロ・タビロに2-6, 5-7のストレートで敗れ、あと一歩届かず準優勝。大会後には世界ランキング自己最高58位を更新して、初のトップ60入り。全豪オープンでは1回戦でクリストファー・ユーバンクスに4-6, 2-6, 3-6のストレートで敗れ、3年連続の初戦突破とはならなかった。
2月、ダラス・オープンでは1回戦でコンスタン・レスティエンヌに4-6, 6-4, 5-0(不戦勝)で初戦突破するも、2回戦ではトミー・ポールに3-6, 2-6のストレートで敗れた。メキシコ・オープンではアレックス・デミノーに2-6, 1-6のストレートで初戦敗退。
3月、BNPパリバ・オープンでは1回戦でダニエル・ガランに6-4, 1-6のストレートで勝利し、初戦突破するも、2回戦ではデミノーに1-6, 2-6のストレートで敗退。続くマイアミ・オープンではジャック・ドレイパーに3-3, 2-6のストレートで初戦敗退となった。
4月、マドリード・チャレンジャーでは第1シードとして出場するも、ジュリオ・ゼッピエリに7-6(1), 5-7, 3-6の逆転で敗れ、初戦敗退となった。BMWオープンではクリストファー・オコネルを6-3, 6-4のストレートで下して、初戦突破。2回戦ではフェリックス・オジェ＝アリアシムに3-6, 2-6のストレートで敗退。マドリード・オープンでは初の本戦ストレートイン。1回戦ではアレクサンダル・ブキッチを6-2, 6-7(1), 6-1で破り、大会初勝利を挙げた。2回戦ではタロン・フリークスポールに6-4, 3-6, 4-6の逆転で惜しくも敗れ、初の3回戦進出とはならなかった。
5月、カリアリ・チャレンジャーではカミーロ・ウーゴ・カラベリに3-6, 4-6のストレートで初戦敗退。BNLイタリア国際では予選1回戦でラドゥ・アルボットに4-6, 6-0, 1-6のフルセットで屈し、予選敗退となり、初の本戦入りとはならなかった。ボルドー・チャレンジャーでは1回戦でピエール＝ユーグ・エルベールを7-6(5), 6-3のストレートで勝利するも、2回戦では元世界ランキング9位のロベルト・バウティスタ・アグートに6-7(2), 4-6のストレートで敗退。リヨン・オープンでは予選2試合を突破するも、1回戦でルチアーノ・ダルデリに5-7, 6-7(3)のストレートで初戦敗退。4年連続8度目の出場となる全仏オープンでは第6シードのアンドレイ・ルブレフに2-6, 7-6(3), 3-6, 5-7の3時間11分に及ぶ激闘の末に敗れ、初戦敗退となった。
6月、クイーンズ・クラブ選手権では予選を突破して本戦出場。1回戦ではテイラー・フリッツに3-6, 3-6のストレートで、マヨルカ選手権ではロベルト・バウティスタ・アグートに1-6, 0-6のストレートで、芝2大会に出場するもどちらも初戦敗退となった。
7月、ウィンブルドン選手権では3年連続8度目での本戦出場となり、1回戦では第11シードのステファノス・チチパスにに6-7(5), 4-6, 5-7のストレートで敗れ、今年も本戦での初勝利を掴めず初戦敗退となった。2024年パリオリンピックのテニス競技では日本代表として出場となる。シングルスでは1回戦で第8シードのキャスパー・ルードに5-7, 1-6のストレートで敗れ、ダブルスでは錦織圭と組み、アンディ・マレー/ダニエル・エバンス組に6-2, 5-7, 9-11の逆転で惜しくも敗れ、単複ともに初戦敗退となった。
8月、ナショナル・バンク・オープンでは予選1回戦でアレクサンダル・コバチェビッチを7-6(5), 6-2、予選2回戦でアルトゥール・カゾーを6-4, 6-4のストレートそれぞれ下して、2年連続本戦出場となったが、リンキー・ヒジカタに1-6, 5-7のストレートで初戦敗退。続くウエスタン・アンド・サザン・オープンでは予選1回戦で西岡良仁に3-6, 1-6のストレートで敗れ、同大会4度目の出場となったが、予選1回戦で初白星を挙げたられなかった。全米オープンでは1回戦でワイルドカードで出場したトリスタン・スクールケイトに6-4, 6-4, 4-6, 6-7(6), 4-6の2セットアップの逆転で敗れ、初戦敗退。
9月、成都オープンでは1回戦でロレンツォ・ソネゴを6-4, 7-5で破り、初戦を突破するも、2回戦でアリベック・カチマゾフに6-7(1), 1-6で敗退した。地元の木下オープンでは予選2回戦でオコネルに3-6, 5-7で敗退となった。
10月、上海マスターズでは本戦ストレートイン。1回戦でイゴール・ゲラシモフを6-7(5), 6-3, 6-4の逆転で破り、大会初の白星を挙げて初戦を突破する。2回戦では第1シードのヤニック・シナーと対決するも、1-6, 4-6のストレートで敗れた。翌週のアルトマイ・オープンにはダニエル・エバンスに2-6, 6-7(4)のストレートで要所を掴めず初戦敗退となった。台北市Ⅱチャレンジャーでは2回戦で世界ランキング元17位のブノワ・ペールに6-2, 6-4のストレートで破り、ベスト8進出を果たした。さらに準々決勝ではコールマン・ウォンを6-4, 6-4、準決勝では曾俊欣を6-3, 6-4で下して、決勝ではアダム・ウォルトンを6-4, 7-5のストレートで下して、約1年ぶりにチャレンジャー優勝を果たして、チャレンジャー9勝目を挙げた。
11月、ソウル・チャレンジャー1回戦では前週に対戦したペール再戦し、7-6(4), 4-6, 7-5の熱戦を制して、そのまま決勝進出。決勝では元世界ランキング16位のニコロズ・バシラシビリに5-7, 4-6のストレートで敗れ、2週連続優勝及びチャレンジャー10勝目とはならなかった。兵庫ノアチャレンジャー大会ではベスト4進出するも、準決勝でアレクサンダー・ブロックスに1-6, 6-7(2)のストレートで敗れ、3週連続チャレンジャー決勝進出とはならなかった。年間最終ランキングは83位。

### 2025年
1月、キャンベラ・チャレンジャーでは1回戦でアレクシス・ガラルノーに6-7(2), 2-6のストレートで初戦敗退。アデレード国際の予選ではマニュエル・ギナールに5-7, 4-6のストレートで敗れ、初戦敗退が続いた。全豪オープンでは5年連続の8度目の本戦出場となり、1回戦では昨年の2024年全米オープンで対戦したトリスタン・スクールケイトと2度の顔合わせとなるも、7-6(6), 6-7(4), 1-6, 4-6の逆転で敗れ、2連敗を晒し、リベンジを果たせずに2年連続初戦敗退。
その後も思うような勝ち星を挙げられずに、5月の2025年BNPパリバ・プリムローズ・ボルドーではピエール＝ユーグ・エルベールに6-7(5), 2-6のストレートで敗れて初戦敗退。ここまでで今季7連敗となり、苦しい状況が続き、今季の戦績は4勝15敗であった（そのうちの勝利はチャレンジャー大会とツアー大会の予選のみ）。全仏オープンでは予選第27シードとして出場するも、キーリアン・ジャケに1-6, 4-6のストレートで敗れ、予選敗退となり、長いトンネルから抜けられずにいた。しかし、6月の2025年ブルーパノラマ航空・テニス・カップではラッキールーザーで本戦入りしたアレックス・マルティ・プジョラスを6-2, 4-6, 7-6 (3)の熱戦の激闘の末に下し、初戦突破を果たすとともに、公式戦で約3ヵ月ぶりの白星を挙げ、連敗から脱出した。2回戦ではルカ・パブロビッチに6-2, 5-7, 6-7 (6)のフルセットの激闘の末に逆転で敗れベスト8進出とはならなかった。突入したタイブレークでは2度のマッチポイントを握ったが、これを活かすことができずに2時間28分の激闘の末に敗れ、2回戦敗退となった。ウィンブルドン選手権では予選1回戦でエダス・ブトヴィラスを7-6 (8), 6-3のストレートで下し、2年ぶり2度目の予選2回戦進出を果たした。しかしながら、予選2回戦ではティトゥアン・ドロゲに4-6, 6-4, 4-6の激闘の末にフルセットで敗れ、予選決勝進出とはならなかった。

## ATPツアー決勝進出結果

### シングルス: 2回 (1勝1敗)
| 大会グレード                            |
| グランドスラム (0-0)                    |
| ATPワールドツアー・ファイナル (0-0)     |
| ATPワールドツアー・マスターズ1000 (0-0) |
| ATPワールドツアー・500シリーズ (0-0)    |
| ATPワールドツアー・250シリーズ (1–1)    |

| サーフェス別タイトル |
| ハード (0–1)         |
| クレー (1-0)         |
| 芝 (0-0)             |
| カーペット (0-0)     |

| 結果   | No. | 決勝日        | 大会           | サーフェス | 対戦相手             | スコア        |
| ------ | --- | ------------- | -------------- | ---------- | -------------------- | ------------- |
| 優勝   | 1.  | 2018年5月6日  | イスタンブール | クレー     | マレク・ジャジリ     | 7-6(7-4), 6-4 |
| 準優勝 | 1.  | 2024年1月13日 | オークランド   | ハード     | アレハンドロ・タビロ | 2-6, 5-7      |

## 成績
略語の説明
| W | F | SF | QF | #R | RR | Q# | LQ | A | Z# | PO | G | S | B | NMS | P | NH |

W=優勝, F=準優勝, SF=ベスト4, QF=ベスト8, #R=#回戦敗退, RR=ラウンドロビン敗退, Q#=予選#回戦敗退, LQ=予選敗退, A=大会不参加, Z#=デビスカップ/BJKカップ地域ゾーン, PO=デビスカップ/BJKカッププレーオフ, G=オリンピック金メダル, S=オリンピック銀メダル, B=オリンピック銅メダル, NMS=マスターズシリーズから降格, P=開催延期, NH=開催なし.
| 大会           | 2014 | 2015 | 2016 | 2017 | 2018 | 2019 | 2020 | 2021 | 2022 | 2023 | 2024 | 2025 | 通算成績 |
| -------------- | ---- | ---- | ---- | ---- | ---- | ---- | ---- | ---- | ---- | ---- | ---- | ---- | -------- |
| 全豪オープン   | Q3   | Q1   | 1R   | Q2   | 1R   | 2R   | Q1   | 1R   | 3R   | 2R   | 1R   | 1R   | 4–8      |
| 全仏オープン   | Q1   | 1R   | 2R   | 2R   | Q2   | 1R   | Q2   | 1R   | 1R   | 2R   | 1R   |      | 3–8      |
| ウィンブルドン | Q1   | Q1   | 1R   | 1R   | 1R   | A    |      | A    | 1R   | 1R   | 1R   |      | 0–6      |
| 全米オープン   | 1R   | Q3   | A    | 2R   | 1R   | Q1   | 1R   | 1R   | 1R   | 1R   | 1R   |      | 1–8      |

### 大会最高成績
| 大会                 | 成績 | 年                     |
| -------------------- | ---- | ---------------------- |
| ATPファイナルズ      | A    | 出場なし               |
| インディアンウェルズ | 3R   | 2018, 2023             |
| マイアミ             | 3R   | 2023                   |
| モンテカルロ         | 2R   | 2016                   |
| マドリード           | 2R   | 2024                   |
| ローマ               | Q2   | 2019                   |
| カナダ               | 2R   | 2023                   |
| シンシナティ         | Q1   | 2018, 2022, 2024, 2025 |
| 上海                 | 2R   | 2024                   |
| パリ                 | Q1   | 2018                   |
| オリンピック         | 3R   | 2016                   |
| デビスカップ         | QF   | 2014                   |

## デビスカップ
| 年     | ステージ                     | オーダー                   | 対戦国                   | 対戦相手                 | スコア                  |
| ------ | ---------------------------- | -------------------------- | ------------------------ | ------------------------ | ----------------------- |
| 2014年 | ワールドグループ・準々決勝   | シングルス2                | チェコ                   | ルカシュ・ロソル         | 4-6, 4-6, 6-3, 6-4, 6-2 |
| 2014年 | ワールドグループ・準々決勝   | シングルス5                | チェコ                   | イジー・ベセリー         | 4-6, 4-6                |
| 2015年 | ワールドグループ・プレーオフ | シングルス1                | コロンビア               | サンティアゴ・ヒラルド   | 4-6, 3-6, 6-3, 6-1, 4-6 |
| 2015年 | ワールドグループ・プレーオフ | シングルス5                | コロンビア               | アレハンドロ・ファジャ   | 7-6(7-3), 6-3, 6-2      |
| 2016年 | ワールドグループ・1回戦      | シングルス1                | イギリス                 | アンディ・マリー         | 1-6, 3-6, 1-6           |
| 2016年 | ワールドグループ・プレーオフ | シングルス1                | ウクライナ               | セルジー・スタホフスキー | 7-6(7-4), 7-6(7-1), 6-1 |
| 2016年 | ワールドグループ・プレーオフ | シングルス4 (デッドラバー) | ウクライナ               | アルテム・スミルノフ     | 3-6, 7-5, 6-1           |
| 2017年 | ワールドグループ・1回戦      | シングルス1                | フランス                 | リシャール・ガスケ       | 2-6, 3-6, 2-6           |
| 2018年 | ワールドグループ・1回戦      | シングルス1                | イタリア                 | ファビオ・フォニーニ     | 4-6, 6-3, 6-4, 3-6, 2-6 |
| 2018年 | ワールドグループ・プレーオフ | シングルス1                | ボスニア・ヘルツェゴビナ | トミスラフ・ブルキッチ   | 6-4, 6-2, 7-6(7-3)      |
| 2019年 | 予選ラウンド                 | シングルス2                | 中華人民共和国           | 張擇                     | 7-6(7-3), 6-4           |
| 2019年 | 予選ラウンド                 | シングルス5                | 中華人民共和国           | 李哲                     | 6-3, 6-7(4-7), 6-3      |